# Esperanza la del Maera
Esperanza García Puro (Triana (Sevilla), 12 de febrero de 1922-ibídem, 6 de abril de 2001), conocida artísticamente como Esperanza la del Maera fue una cantante sevillana que alcanzó el éxito junto con el grupo Triana Pura en verano del 1999 con la canción El probe Migué.

## Biografía
Nació en Triana, Sevilla, España en 1922. Desde pequeña tomó clases de baile hasta que en la década de 1940 comenzó a actuar en salas de fiesta hasta que Concha Piquer la vio bailar y la contrató para uno de sus espectáculos durante una temporada. De igual modo, trabajó con Lola Flores por dos años con una compañía de baile llamada Mari Paz. Estuvo casada con el hijo del torero "el Maera" de donde viene el apodo de la familia con quien tuvo 5 hijos. Se llamaba Manuel Vega Vargas y fue cantaor y mozo de espadas de etnia gitana, si bien, Esperanza no lo era.
En sus últimos años de vida gozó de un gran reconocimiento gracias al grupo "Triana Pura". También trabajó con El Barrio, en la canción "Yo sueno flamenco", publicada en su álbum "Mal de Amores" de 1999. 
En 2001, Esperanza permaneció ingresada en el Hospital Duques del Infantado de Sevilla dos meses por la complicación de una bronquitis crónica que sufría desde hacía años. La cantante no pudo participar en la última actuación del grupo que ofreció en el Teatro Lope de Vega de Sevilla para presentar su último disco.

## Triana Pura
El grupo Triana Pura se formó en 1982 tras la unión de varios artistas locales, mayoritariamente de etnia gitana, del barrio de Triana. Fue la mánager y prima de algunos de los integrantes, Gloria Moreno (...- antes de 2015), quien tuvo la iniciativa de reunir a varios artistas originales que fueron expulsados del barrio de Triana en los años 50. Por aquel entonces, se propuso modernizar el centro de Sevilla y se derribaron muchas casas viejas lo que en la práctica supuso la destrucción de viviendas tradicionales donde vivían numerosos gitanos y personas desfavorecidas los cuales tuvieron que irse a vivir a la periferia de la ciudad. La organización de este evento contó con la ayuda de José Luis Ortiz Nuevo, concejal de cultural del ayuntamiento por aquel momento. El evento se llamó "Triana Pura y Pura", se realizó en el Teatro Lope de Vega de Sevilla y contó con la participación de muchos artistas. El grupo continuó en contacto con actuaciones esporádicas y con el tiempo se fue consilidando el grupo Triana Pura, con menos integrantes. 

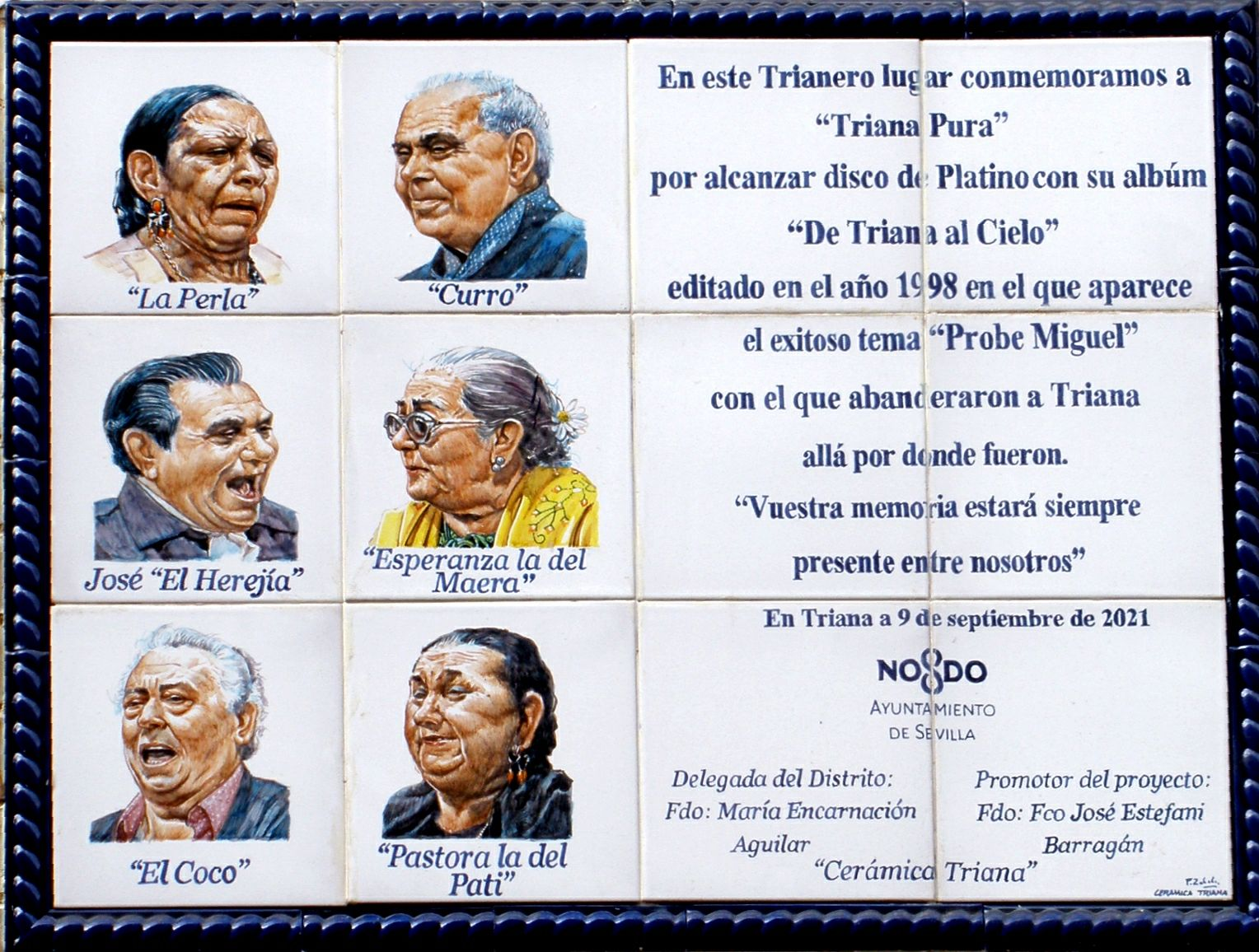
Placa conmemorativa a Triana Pura por parte del ayuntamiento de Sevilla en 2022. Al acto fue el único integrante vivo del grupo Juan Manuel García Moreno "El Coco" (1932)

Sus integrantes eran: Esperanza "La del Marea" (1922-2001), Encarnación Carrasco Morales "La Perla" (1933- 2013) hija de La Perla de Triana, Pastora Cruz Moreno "Pastora la del Pati" (1923-2014),  Juan Manuel García Moreno "El Coco" (1932), José Moreno Moreno "El Herejía" (1937- 17 de julio de 2012), y su hermano Francisco Moreno "Curro" "El Juto" (c1930- antes de 2015). Antonio Moya (1965) solía acompañarles en la guitarra. A lo largo de los años pasaron distintos músicos acompañantes por el grupo. 
En 1998, alcanzaron un gran éxito con la versión de la canción "El Probe Migué", incluida en el álbum De Triana al cielo, que vendió 150.000 copias y les valió un Disco de Platino. Esta canción es una adaptación a la tradición sevillana de la canción "El pobre Migue" del compositor colombiano Rafael Escalona, que narra la historia de un hombre llamado Miguel Canales que encuentra la felicidad en la montaña. Incluso Carlos Vives también versionó dicha canción.
Otras canciones del grupo son la Boda Flamenca y Con el chacacha del tren. En la actualidad, han tenido mucho éxito en Youtube sus vídeos cantando villancicos.
El éxito del grupo fue breve dado que se disolvió en 2001 tras la muerte de Esperanza "la del Marea". Triana Pura es recordada por su autenticidad y por mantener vivas las tradiciones flamencas de su barrio. Su música y actuaciones reflejan la esencia de Triana y su contribución al flamenco ha dejado una huella perdurable en la cultura andaluza. 
En 2014, el humorista "Flo" imitó a Triana Pura en el concurso de imitaciones Tu Cara Me Suena.

## Discografía
Con Triana Pura
- 1996: La cava de los gitanos
- 1998: De Triana al cielo
- 1999: El probe Miguel - Versión Disco (4 versiones y remezclas de Pobre Miguel)
- 2000: Triana Viva